# Haplophthalmus rhinoceros
Haplophthalmus rhinoceros é uma espécie de crustáceo da família Trichoniscidae.
É endémica da Eslovénia.